# Business Process Management Suite
Business Process Management Suite ou System - BPMS é um conjunto de sistemas que automatiza a gestão de processos de negócio (modelagem, execução, controle e monitoração). 
Tipicamente, inclui o mapeamento dos processos de negócio ponta-a-ponta, desenho dos fluxos e formulários eletrônicos, definição de workflow, regras de negócio, integradores, monitoração em tempo real das atividades e alertas. É uma poderosa ferramenta de gestão, para garantir que os processos estão sendo efetivamente executados como modelados, contribuindo para os objetivos da organização.
Os softwares utilizados na operacionalização e gerenciamento de processos de negócio são um dos principais facilitadores da gestão do conhecimento referente ao processo, sendo considerados a maior facilidade para obtenção, distribuição e análise dos dados. Os softwares que colaboram com a gestão por processos são denominados de Business Process Management Suite (BPMS). Há algumas funcionalidades que podem ser disponibilizadas via software, inclusive nos softwares BPMS, que, quando disponíveis, aumentam a capacidade dos gestores e demais envolvidos com o processo em estabelecer uma troca de imagens e idéias, nos quatro ambientes onde ocorre a geração do conhecimento.
A solução BPMS não emprega o conceito de substituição de sistemas, pelo qual parte dos sistemas existentes na organização (sistemas legados) é substituída por um novo sistema integrado, por exemplo, por um sistema ERP. Em vez disso, a solução BPMS, considerando a característica do processo de negócio de ser distribuído e segmentado, disponibiliza um ambiente de integração de sistemas de informação, que permite definir: fluxo de execução, regras, eventos e demais especificações necessárias à operação e gerenciamento do processo de negócio. Dessa forma, permite atender a outra característica do processo de negócio: a de ser extremamente dinâmico, permitindo, por exemplo, uma substituição rápida e simples de um software por outro, necessária, por exemplo, quando uma empresa parceira da organização é substituída, demandando a integração com um novo software disponível no ambiente computacional do novo parceiro.
"BPM é o atingimento dos objetivos de uma organização através do aperfeiçoamento, gestão e controle dos processos essenciais do negócio" (Jeston, 2006).

"BPM pode ser definido como uma disciplina de gerência focada na melhora do desempenho corporativo através da gestão dos processos de negócio da empresa" (Harmon, 2005).
De acordo com Ismael Ghalimi, no seu texto "BPM 2.0", um BPMS completo teria os seguintes módulos ou funcionalidades:
Funcionalidades mínimas para um software poder se classificar como BPMS:
- 1. Ferramenta de modelagem e desenho do processo
- 2. Engenho de execução do processo
- 3. Orquestração de web services
- 4. Interface de workflow para usuários

Para ter um produto mais completo, seria necessário:
- 5. Suporte para regras de negócio complexas
- 6. Business Activity Monitoring (BAM)
- 7. Controle de versão dos documentos anexados a instâncias do processo

E para um produto “matador” (ou "killer app"), seria acrescentado:
- 8. Enterprise Service Bus (ESB)
- 9. Repositório de metadados
- 10. Uma suite de business intelligence